# エネルギー分散型X線分析

酸化鉄のEDXスペクトル

エネルギー分散型X線分析（エネルギーぶんさんがたXせんぶんせき、Energy dispersive X-ray spectroscopy、EDX、EDS）は、広義の意味として、電子線やX線などの一次線を物体に照射した際に発生する特性X線（蛍光X線）を半導体検出器に導入し、発生した電子-正孔対のエネルギーと個数から、物体を構成する元素と濃度を調べる元素分析手法である。
一般的に、電子線を一次線として用いた場合を指すことが多く、X線を一次線として用いる場合をエネルギー分散型蛍光X線分析 (ED-XRF) として呼ぶ。ちなみに、一次線が荷電粒子の場合は、粒子線励起X線分析法 (PIXE: Particle Induced X-ray Emission) と呼ぶ。

## 特徴
- 広エネルギー範囲を測定することができるため、同時に、多くの元素を分析できる。
- 元素の検出下限は、高分解能である波長分散型X線分析 (WDS: wavelength dispersive X-ray spectrometry) に比べると悪い[2]。高精度かつ全元素の分析を行いたい場合に、EDSとWDSを併用して用いる場合がある。
- WDSと比べると検出器の取り付けなどの制限を受けない。

## 分析概要

### 分析元素範囲
一次線の種類や装置等によって大きく異なる。エネルギー分散型Ｘ線検出器では、Be（ベリリウム）～U（ウラン）が検出可能であるが、実質的に分析が可能なのは、B（ホウ素）～U（ウラン）である。

### 分析領域
分析領域は、一次線によって大きく異なる。
X線
試料中を数十μm程度から数cmの深さまで侵入することができるので、バルク層の分析に使用される。また、膜厚の測定が可能である。
電子線
表面から数μm程度までの分析ができ、表面近傍の分析ができる。電子線は試料中を拡散するため、プローブ径が小さくても数μm～数百μm程度まで広がることがあるので、走査型電子顕微鏡や透過型電子顕微鏡で用いる場合は、注意が必要な場合がある。
荷電粒子
極表面のみでの分析が可能である。

### 分析機器
EDSは、検出器システム・解析システム（PCやソフトウェア）で構成される。検出器は、シリコンを用いた半導体検出器が多く使われ、近年、シリコンドリフト検出器が主流となっている。一次線をX線としたエネルギー分散型蛍光X線分析装置は、EDSに一次X線の励起源であるX線管球を組み合わせた装置として流通している。EDS (EDX) 単体では、主に、電子線向けとして、走査型電子顕微鏡や透過型電子顕微鏡などにオプションとしてつけられることが多い。

## 主な機器メーカー（検出器・解析ソフトウェア）
- オックスフォード・インストゥルメンツ
- 日本電子
- 堀場製作所
- セイコーインスツル
- Bruker (ブルカー)
- EDAX (エダックス)
- Elvatech
- サーモフィッシャー・サイエンティフィック (NITON)
- ウラセンサー研究所
- アワーズテック
- 日立ハイテクサイエンス
- Innov－X Systems (オリンパスの子会社)
- Skyray Instrument (江蘇天瑞儀器)
- Ametek/Spectro
- RMD
- リガク
- 島津製作所
- PANalytical (旧フィリップスの分析機器部門)